# Eucorymbia alba
Eucorymbia alba är en oleanderväxtart som beskrevs av Otto Stapf. Eucorymbia alba ingår i släktet Eucorymbia och familjen oleanderväxter. Inga underarter finns listade i Catalogue of Life.